# Vittorio Lucchetti
Vittorio Lucchetti (* 21. Dezember 1894 in Livorno; † 3. Februar 1965 in Genua) war ein italienischer Turner.

## Erfolge
Vittorio Lucchetti, der für den Verein Società Ginnastica Ligure Cristoforo Colombo turnte, gab 1920 bei den Olympischen Spielen in Antwerpen sein Olympiadebüt, bei denen er zur italienischen Turnriege im Mannschaftsmehrkampf gehörte. In diesem traten fünf Mannschaften an, die aus 16 bis 24 Turnern bestehen mussten. Der Wettkampf bestand aus fünf Teildisziplinen, darunter das Reck, der Barren und das Pauschenpferd, in denen ein Maximum von 404 Punkten erzielt werden konnte. Den Italienern gelang mit 359,855 Punkten das beste Resultat aller fünf Mannschaften und sie beendeten den Wettkampf vor Belgien mit 346,765 Punkten und Frankreich mit 340,100 Punkten auf dem ersten Platz. Lucchetti gewann zusammen mit Arnaldo Andreoli, Ettore Bellotto, Pietro Bianchi, Fernando Bonatti, Luigi Cambiaso, Luigi Contessi, Carlo Costigliolo, Luigi Costigliolo,  Giuseppe Domenichelli, Roberto Ferrari, Carlo Fregosi, Romualdo Ghiglione, Ambrogio Levati, Francesco Loi, Luigi Maiocco, Ferdinando Mandrini, Lorenzo Mangiante, Antonio Marovelli,  Michele Mastromarino, Giuseppe Paris, Manlio Pastorini, Ezio Roselli, Paolo Salvi, Giovanni Tubino, Giorgio Zampori und Angelo Zorzi die Goldmedaille und wurde somit Olympiasieger. Den Einzelmehrkampf beendete er auf dem 18. Platz ab.
Vier Jahre darauf wiederholte Lucchetti bei den Olympischen Spielen 1924 in Paris diesen Erfolg. Mit 839,058 Punkten setzte sich die italienische Turnriege diesmal gegen Frankreich und die Schweiz durch, sodass Lucchetti seine zweite Goldmedaille erhielt. Neben Lucchetti gehörten Luigi Cambiaso, Mario Lertora, Luigi Maiocco, Ferdinando Mandrini, Francesco Martino, Giuseppe Paris und Giorgio Zampori zur Mannschaft. Im Einzelmehrkampf belegte er den zwölften Platz und erreichte seine beste Platzierung an den Spezialgeräten mit Rang neun an den Ringen. Darüber hinaus belegte er Rang 18 im Tauhangeln, Rang 19 am Pauschenpferd, Rang 20 am Reck, Rang 22 am Barren, Rang 28 am Seitpferdsprung und Rang 45 am Sprung. Seine dritte Olympiateilnahme erfolgte bei den Spielen 1928 in Amsterdam. Am Reck verpasste er als Vierter knapp einen Medaillengewinn. Mit 56,50 Punkten blieb er 0,25 Punkte hinter dem drittplatzierten Schweizer Eugen Mack. Es folgten ein 14. Rang an den Ringen, ein 24. Rang am Pauschenpferd, ein 26. Platz im Einzelmehrkampf, ein 30. Platz am Barren und ein 81. Platz am Sprung. Den Mannschaftsmehrkampf beendete er mit der italienischen Riege auf dem sechsten Platz.
1924 und 1925 gewann Lucchetti auch Titel bei den nationalen Meisterschaften. Nach seiner aktiven Karriere war er auch als Wettkampfrichter tätig.